# Брандшајд (Ајфел)
Брандшајд (њем. Brandscheid) општина је у њемачкој савезној држави Рајна-Палатинат. Једно је од 235 општинских средишта округа Ајфелкрајс Битбург-Прим. Према процјени из 2010. у општини је живјело 340 становника. Посједује регионалну шифру (AGS) 7232207.

## Географски и демографски подаци
Брандшајд се налази у савезној држави Рајна-Палатинат у округу Ајфелкрајс Битбург-Прим. Општина се налази на надморској висини од 555 метара. Површина општине износи 16,3 km². У самом мјесту је, према процјени из 2010. године, живјело 340 становника. Просјечна густина становништва износи 21 становника/km².